# 大森与三次

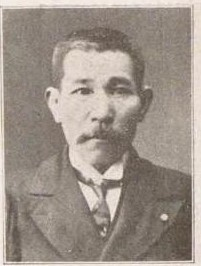
大森与三次

大森 与三次（おおもり よそじ、1859年2月4日（安政6年1月2日） - 1922年（大正11年）6月8日）は、日本の政治家。衆議院議員（2期）。

## 経歴
播磨国飾東郡、のちの兵庫県飾磨郡花田村（現姫路市）出身。漢学を学ぶ。姫路市会議員、同副議長、同議長、兵庫県会議員、姫路市米穀取引所理事、同理事長、姫路市倉庫会社取締役となる。
1908年の第10回衆議院議員総選挙において姫路市選挙区から憲政会公認で立候補したが落選した。1912年の第11回衆議院議員総選挙では立憲国民党公認で立候補して当選する。1915年の第12回衆議院議員総選挙は不出馬。1917年の第13回衆議院議員総選挙で再選。衆議院議員を2期務め、1920年の第14回衆議院議員総選挙では兵庫2区から立候補したが落選した。落選から2年後の1922年に死去した。